# Carlo Vittadini

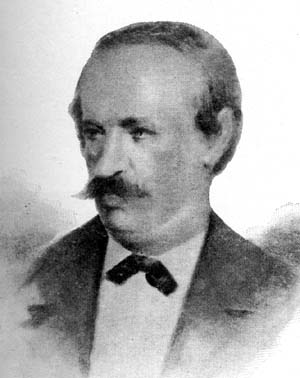
Carlo Vittadini.

Carlo Vittadini, född den 11 juni 1800 i Bertonico, död den 20 november 1865 i Milano, var en italiensk läkare och mykolog. 
Vittadini studerade i Milano och vid universitetet i Pavia, där han blev lärjunge till Giuseppe L. Moretti. Han blev medicine doktor 1826 med en avhandling betitlad Tentamen mycologicum seu Amanitarum illustratio där han beskrev 14 arter av släktet Amanita. Utöver ett antal publikationer om sjukdomar hos silkesmaskar specialiserade han sig inom obstetrik, och var verksam i Milano. 
Han författade flera viktiga arbeten om italienska svamparter. Amanita vittadinii har uppkallats efter honom. Auktorsnamnet Vittad. kan användas för Carlo Vittadini i samband med ett vetenskapligt namn inom botaniken; se Wikipediaartiklar som länkar till auktorsnamnet.